# Tschechow (Stadt)
Tschechow (russisch Чехов) ist eine Stadt mit rund 60.720 Einwohnern (Stand 14. Oktober 2010) in der Oblast Moskau, Russland. Sie liegt etwa 80 km südlich von Moskau an der Lopasnja, einem linken Zufluss der Oka, und ist Verwaltungszentrum eines Rajons der Oblast.
Die nächstgelegenen größeren Orte sind vom Norden her Klimowsk, Lwowski und Podolsk und vom Süden her Serpuchow. Alle vier befinden sich jeweils etwa 20–30 km von Tschechow entfernt.

## Geschichte
Tschechow gehört zu den jüngeren Städten in der Oblast Moskau. Es ging aus dem spätestens seit dem 18. Jahrhundert existenten Dorf Lopasnja (Лопасня) hervor, das nach dem gleichnamigen Fluss benannt war und aufgrund seiner Lage an einem alten Weg von Moskau nach Tula eine Bedeutung für den Handel hatte. 1951 wurde das ehemalige Dorf zu einer Siedlung städtischen Typs, nachdem in der Nähe erste Industriebetriebe aufgebaut wurden. 1954 erhielt der Ort Stadtrechte und seinen heutigen Namen zu Ehren des russischen Schriftstellers Anton Tschechow, der in den 1890er-Jahren in der näheren Umgebung der heutigen Stadt gelebt hatte.

### Bevölkerungsentwicklung
| Jahr | Einwohner |
| ---- | --------- |
| 1939 | 3.538     |
| 1959 | 13.950    |
| 1970 | 37.641    |
| 1979 | 52.497    |
| 1989 | 59.206    |
| 2002 | 72.917    |
| 2010 | 60.720    |

Anmerkung: Volkszählungsdaten

## Wirtschaft und Verkehr

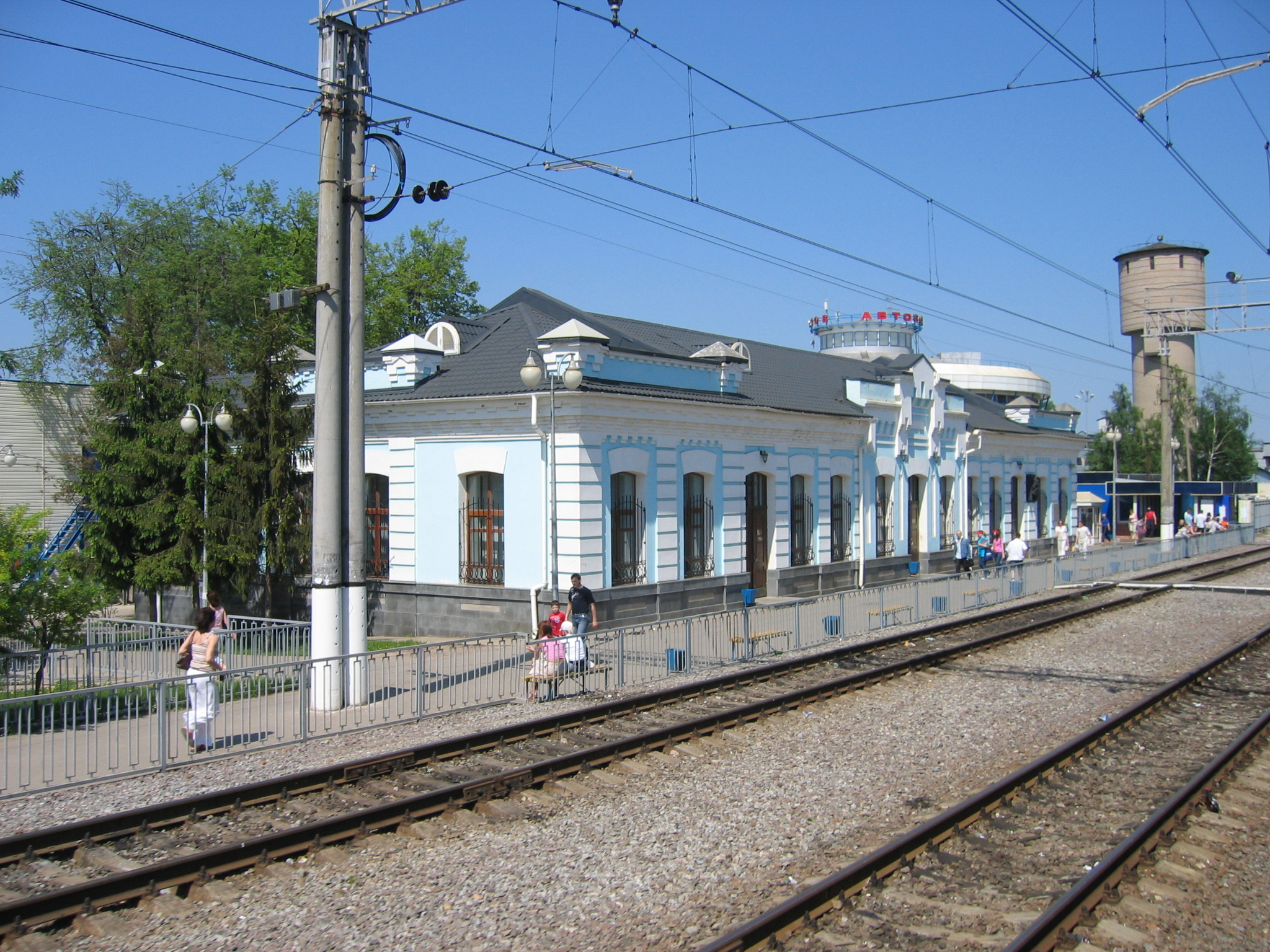
Der Bahnhof von Tschechow

Zu den Industriebetrieben der Stadt zählen unter anderem Fabriken für Baumaterialien, Armaturen und Futtermittel. Ferner gibt es in Tschechow mehrere Betriebe aus dem Bereich der Nahrungsmittelindustrie, so beispielsweise eine Produktionsstätte von Danone. Eine beachtliche Entwicklung weist in Tschechow in jüngster Zeit der Wohnungs- und Büroflächenbau auf.
Die Stadt ist an die Fernstraße M2 Richtung Tula, Kursk und die Ukraine angebunden und hat an der Eisenbahnlinie Moskau–Kursk einen Bahnhof mit regelmäßigen Verbindungen u. a. nach Moskau (Kursker Bahnhof), Podolsk, Serpuchow oder Tula.

## Sehenswürdigkeiten
Im Stadtgebiet liegt das Gut Satschatjewskoje (Зачатьевское), das einst dem Adelsgeschlecht Wassiltschikow gehörte. 12 km südwestlich der Stadt, im Dorf Melichowo (Мелихово), befindet sich der ehemalige Landsitz von Anton Tschechow. Das frühere Anwesen des Schriftstellers beherbergt heute ein Tschechow-Museum.

## Sport

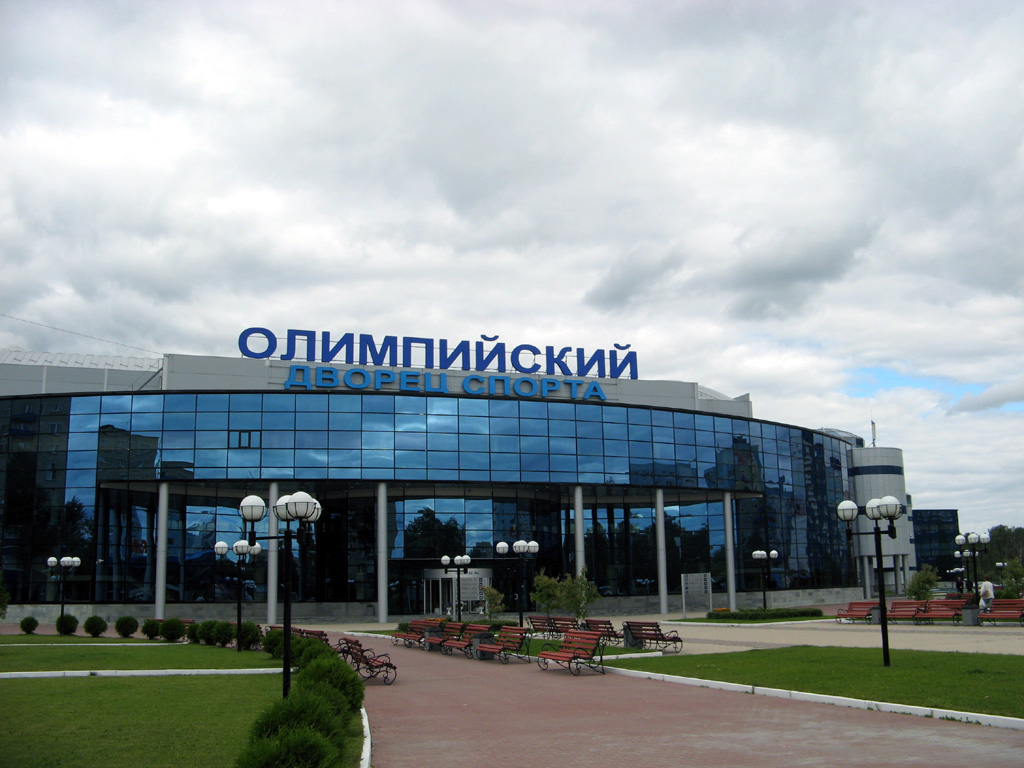
Der Olimpijski-Sportpalast in Tschechow

In Tschechow befindet sich mit Medwedi Tschechow ein bekannter Handballverein der russischen Liga. Dieser Club trägt seine Heimspiele in der 2003 eingeweihten Universal Sport Hall „Olimpijski“ aus. Die Wasserballer von Schturm-2002 Tschechow wurden von 2004 bis 2006 dreimal russischer Meister der Männer. Auch beheimatete die Stadt bis 2013 mit Witjas Tschechow einen namhaften Eishockeyklub.

## Städtepartnerschaften
- Fastiw, Ukraine
- Rajon Krasnohwardijske, Republik Krim, Ukraine
- Kapyl, Belarus
- Otschamtschire, Abchasien
- Pasardschik, Bulgarien
- Příbram, Tschechien
- Saratoga Springs, New York, USA

## Söhne und Töchter der Stadt
- Oksana Sliwenko (* 1986), Gewichtheberin
- Alexei Grischin (* 1988), Eishockeyspieler